# 산소화효소
산소화효소(酸素化酵素, 영어: oxygenase)는 생화학 기질을 산화시키는 효소 가운데, 산소 원자를 직접 기질에 결합시키는 산화환원효소이다. 옥시제네이스, 산소첨가효소(酸素添加酵素), 산소효소(酸素酵素)라고도 한다. 산소화효소는 산소를 산소 분자(O2)로 옮겨 기질을 산화시키는 효소이다. 산소화효소는 산화환원효소의 한 종류로, EC 번호는 EC 1.13 또는 EC 1.14이다.

## 사이클로옥시제네이스
사이클로옥시제네이스(cyclooxygenase)는 염증 반응을 매개하는 프로스타글란딘 합성의 제1단계를 촉매 하는 산화효소이다. 아라키돈산에 2분자의 산소를 도입하여 프로스타글란딘들을 합성한다. 전 조직에 분포하는 제1형과 염증 부위에서 발현하는 제2형이 있다.

## 방향족 아미노산 분해
방향족 아미노산인 페닐알라닌, 티로신, 트립토판의 전이 및 분해시 벤젠고리를 분리하는 페닐알라닌 하이드록실화효소는 옥시제네이스의 패밀리로 보조 인자인 테트라하이드로비오프테린이 관여해야한다. 한편 테트라하이드로비오프테린은 반응 후 퀴노노이드디하이드로비오프테린으로 변화되지만 NAD+를 매개체로 하여 다이하이드로프테린 환원효소에 의해 다시 테트라하이드로비오프테린으로 환원된다.

## 같이 보기
- 테트라하이드로비오프테린 결핍